# الصليب الأحمر الإيطالي
الصليب الأحمر الإيطالي (بالإيطالية:Croce Rossa Italiana) ، هي جمعية طبية إنسانية في جمهورية إيطاليا ، أسست سنة 1863م في مدينة فلورنسا الإيطالية، وبني الفرع في مدينة ميلان سنة 1864م، وفي سنة 1919م، أنضمت إيطاليا لجمعية الصليب الأحمر الدولية.

## مشاركاتها في المهمة الإنسانية
شاركت إيطاليا في الحرب الكورية ضمن قوات الأمم المتحدة ضد كوريا الشمالية ، وشاركت الصليب الأحمر الإيطالي لهذه المهمة لأغراض إنسانية سنة 1950م.

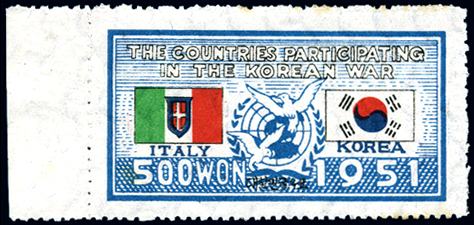
طبعت كوريا الجنوبية العلم الكوري والعلم الإيطالي سنة 1951م.